# Vinko Šimek
Vinko Šimek, slovenski komik, moderator, televizijski in radijski voditelj, pevec, besedilopisec in režiser, * 25. junij 1948, Maribor

## Življenje
Šimek je na Dunaju obiskoval igralsko šolo, kjer sta komika v njem odkrila Fritz Muliar, sloviti televizijski Švejk in Jolanda Wuehrer. Deloval je v kabarejskih predstavah, radijskih satiričnih oddajah, na javnih prireditvah, manjših hotelskih odrih in še kje. Med drugim je nastopal tudi v muziklu My Fair Lady, kjer je igral Alfreda P. Doolittla.
Z Mišo Molk je predvsem kot lik Jaka Šraufciger vodil priljubljeno TV oddajo TV Križanka. Kot lik Jaka Šraufciger je izdajal tudi zelo uspešne kasete za katere je dobil 8 zlatih plošč oz. kaset (najmanj 50.000 prodanih za eno). Prve kasete so bile za predstavništvo PGP-RTB pod vodstvom Borisa Kovačiča posnete v studiu Helidon. S strani direktorja in glavnega urednika PGP-RTB Stanka Terzića je za neverjeten uspeh dobil tudi več pohval, saj je bila njegova kaseta nakaj časa najbolj prodajana govorna kaseta v Jugoslaviji. Predvsem zaradi nastopov, ki so bili največkrat v liku Jake Šraufcigerja, velja za enega prvih stand-up komikov v Sloveniji. Na eni od turnej je imel kar 72 razprodanih dvoran, ki jih je takrat presegel le Andrej Šifrer s 74.
Lik Jake Šraufcigerja, junaka delavskega razreda, si je sicer izmislila Nela Eržišnik, po tem ko je Vinko z njo sodeloval kot partner v dialogih njenega lika Marice Hrdalo.
Pogosto je sodeloval tudi z Martinom Sagnerjem oz. njegovim likom Drašem Katalenićem Dudekom.
Kot pevec, humorist in moderator je več let na njihovih turnejah po Sloveniji in nemško govorečih deželah ustvarjal z Avseniki in Alpskim kvintetom.
Med drugim je vodil oddaje Mladi mladim, Ropotarnica, TV zrno, 28 oddaj TV žehtnik, oddaje Lojtrca domačih, Morska viža Bernardina in 20 oddaj Marjanca.
Lojtrca domačih Radia Ljubljane je bila tako uspešna, da je 1985 trikrat razprodala takrat novo dvorano Tabor. Ansamber Rž z Emo Prodnik in Romano Ogrin je njihovo uspešnico Jaka, lojtro brž preimenoval po njegovem liku in njegovi Lojtrci domačih, kjer so bili tudi prvi zmagovalci. Zelo uspešna je bila tudi njegova prireditev Marjanca, ki se je prirejala 10 let, v tem času je v Slovenijo pripeljal tudi glasbenike kot so Dunajski dečki in Roberto Blanco.
Deloval je tudi na VTV Rajka Đorđevića iz Velenja, kjer je vodil oddajo Parada humorja. V oddaji so delili nagrade Vitez dobre volje, prejeli so jo vsi pomembnejši takratni akterji aktivni na področju humorja – od Toneta Fornezzija do Toneta Partljiča. Na VTV je vodil tudi Naj vižo stoletja.
Dolgo je urejal svojo rubriko v reviji Stop, bil pa je tudi del ekipe Nedeljskega dnevnika, v času ko je ta pod vodstvom Mirana Sattlerja dosegal naklado 200.000 izvodov. Pogosto je razumljen kot pionir nekoliko bolj tabloidnega in zbadljivega pisanja.
1983 je dobil prvega viktorja revije Stop, prejel pa je tudi Zlati ekran. Med drugim je tudi dobitnik avstrijski nagrad Oberkreiner Award (2015) in Eurostar Award - združenja avstrijskih komponistov, besedilopiscev in umetnikov VÖV (2012). Je častni občan dunajskega Grinzinga.
Vodil je prireditve Pop delavnica, Slovenska popevka, kar 12-krat Festival narečnih popevk v Mariboru, od začetka je vodil avstrijski Oberkreiner Award Rudolfa Mallya, moderiral pa je tudi na radiu MM2, dvojezičnem radiu iz Maribora, ki so ga poslušali tudi v Avstriji. Je član avstrijskega društva glasbeniko in umetnikov.
Po letu 2010 se kot upokojenec pojavlja redkeje, predvsem priložnostno, največkrat z nastopi na festivalih kot so Lent, StandUpFest ali Festival Panč. Ureja prispevke o slovenski glasbi za avstrijski glasbeno revijo Musik Post in  po naročilu piše šaljive pesmi.
Z ženo Sonjo Tunšek ima sinova Aljaža, ki je glasbenik in Jerneja, ki je sommelier.

## Delna diskografija
- Jaka Šraufciger ‎(PGP RTB, 5111374, 1981)
- Jaka Šraufciger ‎Vol. 2 (PGP RTB, 5112133, 1982)
- Jaka Šraufciger ‎– Jaka Turist (Jaka Šraufciger Vol. 3) (PGP RTB, 5112915, 1983)
- Jaka Šraufciger ‎(Jaka Šraufciger Vol. 4) (PGP RTB, 5114373, 1985)
- Jaka Šraufciger + Dudek (ZKP RTVL, KD 1602, 1988)
- Jaka Šraufciger - 40 Let - Pesmi Moje Generacije (ZKP RTVL, KD 1725, 1989)
- Vinko Šimek & Co. - Babysitter rumpti-pumpti (ZKP RTVL, KD 1897, 1991)
- Alfi in Šraufciger, Zorica Fingušt - Ko toti Štajerc v Dravo pade / Le gnar, le gnar ‎(7", Single) (Helidon, FSP 5-135, 1983)
- Alpenoberkrainer mit Ivanka und Jaka - Der Postmann Kommt / Ferien Im Ötztal ‎(7", Single) (VM Records, SP VM 052)
- Lojtrca domačih '85 in Vinko Šimek (ZKP RTVL, KD 1357, 1985)
- Lojtrca domačih '86 in Vinko Šimek (ZKP RTVL, KD 1462, 1986)
- Marjanca & Vinko Šimek, v živo iz dvorane Tabor, Maribor, junij '89 (ZKP RTVL, KD 1788, 1989)
- Marjanca & Vinko Šimek, v živo iz dvorane Tabor, Maribor, junij '90 (ZKP RTVL, KD 1903, 1990)
- Marjanca & Vinko Šimek, v živo iz dvorane Tabor, Maribor, junij '91 (ZKP RTVS, KD 2059, 1991)
- Marjanca & Vinko Šimek, v živo iz dvorane Tabor, Maribor, junij '92 (ZKP RTVS, KD 2129, KD 2130, 1992)
- Alpski kvintet - Ko pride poštar (Ivanka Kraševec, Oto Pestner in Vinko Šimek) (PGP RTB, 5114829, 1985)
- Aleksandra Sukar, Vinko Šimek in Die Ost-Steirer  - Cvet miru (Mandarina, M 34, 1993)